# Arteria pancreatica magna
L'arteria pancreatica magna è il vaso arterioso che, originando dall'arteria splenica, irrora gran parte del pancreas.